# Zanthoxylum ovatifoliolatum
Zanthoxylum ovatifoliolatum är en vinruteväxtart som först beskrevs av Adolf Engler, och fick sitt nu gällande namn av N. Finkelstein. Zanthoxylum ovatifoliolatum ingår i släktet Zanthoxylum och familjen vinruteväxter. Inga underarter finns listade i Catalogue of Life.